# الضلعة (المسيمير)

تعديل مصدري - تعديل

الضلعة هي إحدى قرى عزلة المسيمير بمديرية المسيمير التابعة لمحافظة لحج، بلغ تعداد سكانها 392 نسمة حسب تعداد اليمن لعام 2004.